# Cúcuta Deportivo Femenino
El Cúcuta Deportivo femenino —anteriormente Cúcuta Deportivo Gol Star— es la sección femenina de su entidad matriz, el Cúcuta Deportivo Fútbol Club S. A., y tiene su sede en Cúcuta, Colombia. Fue oficialmente fundado el 8 de noviembre de 2016 con el objeto de la práctica y desarrollo de este deporte, tras una alianza realizada con el Club Gol Star de la ciudad de Bogotá.
Participa en la Liga Profesional Femenina organizada por la Dimayor la máxima competición de fútbol femenino en Colombia y disputa sus partidos como local en el Estadio General Santander de Cúcuta y en el Estadio Gran Colombiano de Villa del Rosario.

## Historia

### Convenio con el Club Gol Star
La División Mayor del Fútbol Colombiano (Dimayor), anunció a principios del 2016, la creación de la Liga Profesional Femenina de fútbol de Colombia, dando así inicio al fútbol femenino profesional. Con este anuncio, el presidente del Cúcuta Deportivo, José Augusto Cadena, se interesó en la creación de un equipo que representara a la institución rojinegra en la naciente liga femenina. Decide entablar una serie de negociaciones con el Club Gol Star de la ciudad de Bogotá, para utilizar su plantilla como equipo base para afrontar el campeonato, hasta que el 8 de noviembre de ese mismo año se concreta las negociaciones y se crea la nueva alianza entre los dos clubes deportivos; oficialmente nace el Cúcuta Deportivo Gol Star.  Posteriormente se oficializa la participación del club en la Liga Femenina de Fútbol de Colombia.

### Inicios en el profesionalismo

#### Temporada 2017
El nacimiento del fútbol profesional colombiano femenino tiene directa relación con la División Mayor del Fútbol Colombiano (Dimayor), precisamente, con el objetivo de organizar un torneo fútbol profesional en el país. En aquella reunión se aprobó como fecha de iniciación del campeonato; el primer anuncio formal de la creación del campeonato se dio en marzo de 2016, no obstante, fue el 25 de abril de 2016 que se dio el primer avance importante para la creación del torneo tras una reunión entre Dimayor y dirigentes de 16 clubes del fútbol colombiano (tanto de primera como segunda división) dispuestos a adelantar el proyecto de la liga profesional. Días después de dicha reunión, Dimayor anunció la creación de la Comisión de Fútbol Femenino, ente encargado de estructurar el campeonato a partir de dicho momento.
Para afrontar el nuevo campeonato femenino, el Cúcuta Deportivo en convenio con el Club Gol Star de Bogotá forman el Cúcuta Deportivo Gol Star, que junto con otros dieciocho equipos fueron divididos en tres grupos de seis elencos para la disputa del título. El Cúcuta, que ese año se encontraba en Zipaquirá, Cundinamarca, fue agrupado con los clubes de la región central del país: Santa Fe, Fortaleza y Equidad de Bogotá; Patriotas de Tunja; y Atlético Huila de Neiva. El primer partido del equipo en la era profesional fue jugado el 19 de febrero en el Estadio Los Zipas frente a Fortaleza con un resultado de 4-0 a favor de las motilonas. Las rojinegras que eran dirigidas por Carlos Quintero (quien también estuvo en el equipo masculino) cerraron la fase de grupos en la segunda posición ganando seis partidos y perdiendo cuatro, alcanzando 18 puntos y una diferencia de gol positiva de seis. En cuartos de final las rojinegras fueron eliminadas a manos de Cortulúa quien fue su verdugo ganándoles en el partido de ida 1-0 y en el de vuelta 2-0 para un global de 3-0.
De las rojinegras se destacó Karen Páez quien anotó 10 goles. Además contó con la participación extranjera de la delantera puertorriqueña Karina Socarrás y la volante paraguaya Fany Gauto. El torneo finalmente fue ganado por Santa Fe al derrotar en las finales 3-1 al Atlético Huila.

#### Temporada 2018
Luego de que José Augusto Cadena, presidente del club, solventara unos desacuerdos con la Alcaldía de Cúcuta y la Gobernación de Norte de Santander, las motilonas viajaron a Cúcuta para disputar la temporada 2018 del campeonato nacional femenino en los estadios General Santander de Cúcuta y Gran Colombiano de Villa del Rosario. 
Para esta edición, la liga aumentó de 18 a 23 equipos quienes fueron distribuidos en cuatro grupos (tres de ellos con seis clubes y uno con cinco). Cúcuta fue ubicado en el grupo A junto a Real Santander de Floridablanca; Atlético Bucaramanga de Bucaramanga; Alianza Petrolera de Barrancabermeja; Atlético Huila de Neiva y Deportes Tolima de Ibagué. Las rojinegras disputaron su primer duelo en la capital de Norte de Santander el 2 de mayo en el primer clásico del oriente femenino contra Bucaramanga que terminó 2-1 a favor de las locales.
El equipo femenino fue dirigido por Giovanni Espalza quien sumó 13 puntos en 10 partidos producto de tres partidos ganados, cuatro empatados y tres perdidos quedando eliminado en fase de grupos al quedar en el cuarto lugar. Atlético Huila fue el campeón luego de derrotar en la final al Atlético Nacional. Posteriormente, ‘las opitas’ fueron campeonas de la Copa Libertadores Femenina.

#### Temporada 2019
Para esta edición, la Dimayor decidió incluir a 20 equipos divididos en seis grupos de cuatro. Al igual que la temporada anterior, el Cúcuta Deportivo disputó el campeonato en tierras motilonas, alternando localía entre el estadio General Santander y el estadio Gran Colombiano.
Cúcuta fue ubicado en el grupo C con Junior de Barranquilla; Real San Andrés de San Andrés Islas y Atlético Bucaramanga de Bucaramanga. El año pasado asumió la dirección técnica Luis Orlando López solo disputó seis duelos, ganando uno, empatando dos y perdiendo tres, para producir cinco puntos con una diferencia de gol negativa de dos. De este modo y al igual que la temporada anterior, el equipo fue eliminado en fase de grupos. América de Cali fue el campeón luego de derrotar en la final al Independiente Medellín.

## Datos del club
- Temporadas en 1.ª: 2017 - 2018 - 2019.
- Mejor puesto:
  - En Liga Profesional Femenina: Cuartos de final 2017.
- Peor puesto:
  - En Liga Profesional Femenina: -
- Primer partido oficial: Cúcuta Deportivo 4 - 0 Fortaleza, el 19 de febrero de 2017.
- Máxima goleadora:
  - Karen Páez con 8 anotaciones.
- Mayor goleada conseguida de local:
  - En campeonatos nacionales:
  - 5-2 ante Real Santander en la segunda fecha de la temporada 2018.
- Mayor goleada conseguida de visitantes:
  - En campeonatos nacionales:
  - 1-4 ante Fortaleza en la sexta fecha de la temporada 2017.
- Mayor goleada recibida de local:
  - En campeonatos nacionales:
  - 0-3 ante Atlético Huila el 25 de marzo de 2018.
- Mayor goleada recibida de visitantes:
  - En campeonatos nacionales:
  - 6-1 ante Atlético Huila el 22 de abril de 2017.
- Mayor cantidad de partidos invictos de manera consecutiva:
  - 6 partidos en 2018.

## Indumentaria y patrocinadores
Del mismo modo que el equipo masculino matriz, porta los mismos colores y patrocinadores en su indumentaria, si bien en algunas ocasiones el patrocinador difería del equipo masculino.
- Uniforme titular: Camiseta roja con negro, pantalón blanco, medias rojas con negro.
- Uniforme visitante: Camiseta negra, pantalón negro, medias negras.

### Titular
| 2016 | 2017 | 2018 (Provisional) | 2018 | 2019 | 2019-20 |

### Suplente
| 2016 | 2017 | 2018 (Provisional) | 2018 | 2019 | 2019-20 |

| Período   | Proveedor         |
| --------- | ----------------- |
| 2019      | Attle Soccer Wear |
| 2018      | Deportes Andrés   |
| 2016-2017 | Kimo              |

| Período   | Patrocinador                                |
| --------- | ------------------------------------------- |
| 2019      | CIME - Centro Integral de Medicina Estética |
| 2018      | Civilec Business Group                      |
| 2017-2019 | Alcaldía de Cúcuta                          |

## Jugadoras

### Plantilla profesional del Cúcuta Deportivo
- Jugadoras que se encuentran en fase de recuperación, por algún tipo de lesión.
- Capitana.
- : Jugadora que ha estado al servicio de la Selección Colombia.

### Entrenadores
| Nombre           | Nacionalidad | Temporadas  |
| ---------------- | ------------ | ----------- |
| Carlos Quintero  | Colombiana   | 2017 - 2018 |
| Giovanni Espalza | Colombiana   | 2018        |
| Luis López       | Colombiana   | 2019        |